# Parque nacional del Lago Arpi
El Parque nacional del Lago Arpi (en armenio: Արփի լճի ազգային պարկ) es el nombre que recibe uno de los 4  espacios naturales protegidos con estatus de parque nacional en la República de Armenia. Ocupando una superficie de 250 km², se encuentra en el noroeste de la provincia de Shirak de Armenia. Establecido en 2009, se encuentra alrededor del lago Arpi en la meseta de Shirak y Javkheti, a una altitud de 2000 metros sobre el nivel del mar. El parque está rodeado por las montañas Yeghnakhagh desde el oeste y la cordillera de Javajeti desde el noroeste.